# Delportshoop
Delportshoop is een dorp in het Frances Baard District Municipaliteit in de Zuid-Afrikaanse provincie Noord-Kaap. Het dorp is gelegen aan de samenvloeiing van de Hartsrivier en Vaalrivier. Het heeft zich ontwikkeld uit een diamantdelverskamp en er wordt gezegd dat het genoemd is naar de eerste persoon die daar een diamant heeft gevonden. De eerste diamantclaims werden uitgegeven in november 1871, een dorpsraad werd in 1931 opgericht en een gemeentelijke status werd in 1970 toegekend.

## Vaal-Gamogara-waterprojekt
In de buurt van Delportshoop is het controlecentrum van het Vaal-Gamogara-waterprojekt. Dit projekt levert zowat 64.000m³ water per dag aan de diamant-, mangaan-, ijzerertsmijnen in de omgeving van Postmasburg, Sishen, Kathu en Hotazel. Dit wordt gedaan door een netwerk van 300 km pijpen, reservoirs en waterzuiveringswerken.

## Nationaal Park Vaalbos (gesloten)
Het Nationaal Park Vaalbos was gelegen in de buurt van Delportshoop. Het wildreservaat is in 2008 door SANParke grotendeels verplaatst naar het nieuwe Nationaal park Mokala, waarna Vaalbos is gesloten. De overheersende plantengroei is vaalbos of kanferbos en er komen ook kameeldoornbomen voor. Springbokken en rooihartbeesten zijn inheems voor het gebied.